# Bandbreitenoption
Die Bandbreitenoption (englisch range option) ist eine spezielle Form eines Derivates und zählt zu den exotischen Optionen. Oftmals spricht man bei diesem Optionstyp auch von Boundary, Hamster oder E.A.R.N.
Beim Erwerb einer Bandbreitenoption setzt der Investor auf eine Seitwärtsbewegung des zugrunde liegenden Basiswerts. Bewegt sich der Kurs des Basiswerts ausschließlich innerhalb einer vordefinierten Bandbreite, dann erhält der Investor einen festgesetzten Betrag.